# Gymnanthera
Gymnanthera es un género perteneciente a la familia de las apocináceas con ocho especies de plantas fanerógamas . Es originaria de Asia y Australia.

## Distribución y hábitat
Se distribuye por Australia, Indonesia, Papúa Nueva Guinea y Filipinas donde se encuentra en franjas de manglares en los bancos que rodean las áreas de agua permanente o semi-permanentes.

## Descripción
Son arbustos y lianas; sus órganos subterráneos consisten en raíces fibrosas. Las láminas foliares son herbáceas o coriáceas de 12 cm de largo y 2.8 cm de ancho, ovadas o elípticas, basalmente redondeadas o cuneadas, el ápice agudo, acuminado u obtuso, glabras; con línea interpetiolar y estípulas pequeñas.
Las inflorescencias son axilares, siempre una por nodo, más corta que las hojas adyacentes, con 3-10 pedúnculos de flores, simples,  glabras; con brácteas florales lanceoladas.

## Especies
| - Gymnanthera cunninghamii - Gymnanthera fruticosa - Gymnanthera hypoleuca - Gymnanthera insularum - Gymnanthera nitida - Gymnanthera oblonga - Gymnanthera paludosa - Gymnanthera pedunculata |